# NGC 2823
NGC 2823 este o radiogalaxie situată în constelația Linxul. A fost descoperită în 13 martie 1850 de către William Parsons, 3rd Earl of Rosse⁠(d).